# Gennaker

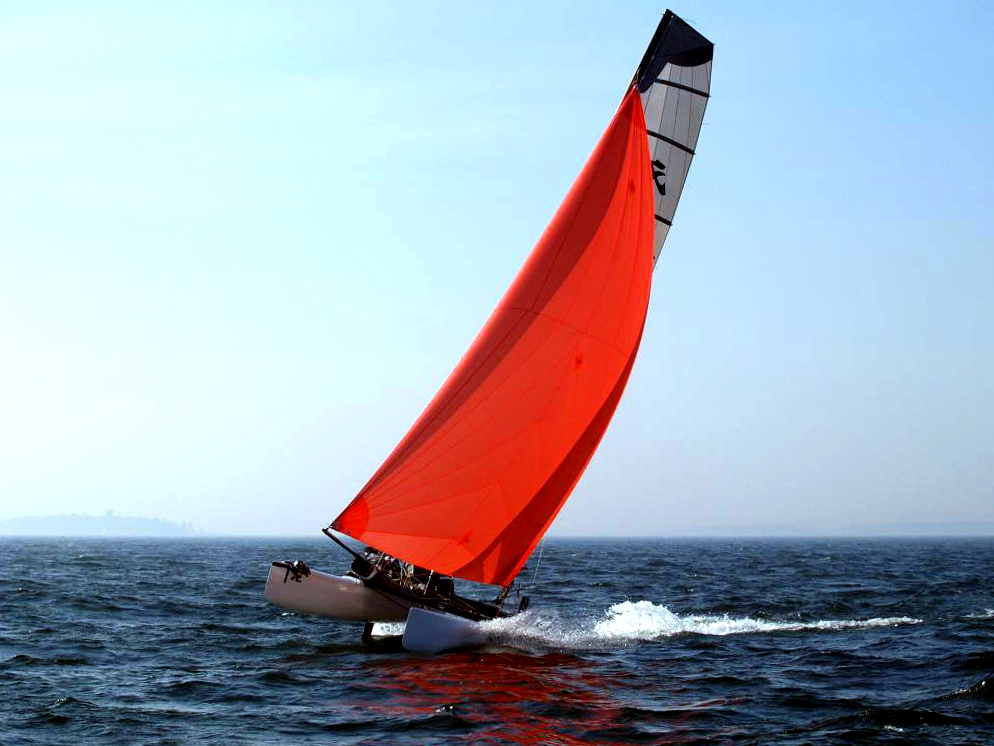
Gennaker i bruk på en HobieCat

Gennaker är ett undanvindssegel som kombinerar egenskaperna hos en spinnaker och en genua. Den används till exempel på 49:er där den under slör kan få upp ekipaget i över 30 knop.